# Premiul Ray Bradbury
Premiul Ray Bradbury (Ray Bradbury Award, numele complet " Premiul Ray Bradbury pentru o prezentare dramatică remarcabilă " - "Ray Bradbury Award for Outstanding Dramatic Presentation") este oferit de Science Fiction and Fantasy Writers of America pentru a recunoaște excelența ca scenarist. Este acordat în locul Premiului Nebula pentru cel mai bun scenariu, care a fost acordat între 1974 - 1978 și între 2000 și 2009.  Un premiu anterior denumit "Premiul Ray Bradbury", ales de președintele SFWA, și nu prin vot, a fost acordat de patru ori între 1992 și 2009.

## Premiul
Numit în onoarea lui Ray Bradbury, premiul fizic a fost proiectat de Vincent Villafranca.  Statueta din bronz  se referă la Cronicile marțiene ale lui Bradbury, în timp ce bilele de tip IBM Selectric utilizate pentru capul figurii indică preferința declarată a lui Bradbury pentru utilizarea unei mașini de scris IBM Selectric . 

## Câștigători și nominalizați
În tabelul următor, anii corespund datei ceremoniei, mai degrabă decât atunci când lucrările au apărut pentru prima dată. Lucrările pe fundal albastru și cu un asterisc (*) lângă numele scriitorului sunt cele care au câștigat premiul; cele pe un fundal alb sunt ceilalți candidați din lista scurtă. 
   *      Câștigători și câștigători în comun

### 1991-2008
Acest premiu Ray Bradbury nu este actualul premiu Ray Bradbury pentru o prezentare dramatică remarcabilă.  Înainte de 2009, câștigătorul a fost ales de președintele SFWA, nu prin votul membrilor organizației.    
| An   | Câștigător(i)                                                     | Lucrare                                 |
| ---- | ----------------------------------------------------------------- | --------------------------------------- |
| 1991 | James Cameron (scriitor / regizor) și William Wisher (scriitor) * | Terminatorul 2: Ziua judecății          |
| 1998 | J. Michael Straczynski *                                          | Babylon 5                               |
| 2000 | Yuri Rasovsky și Harlan Ellison *                                 | 2000X: Povestiri ale Mileniului următor |
| 2008 | Joss Whedon *                                                     | Filmografia lui Joss Whedon             |

### 2009-prezent
Începând cu premiul 2009, Premiul Nebula pentru cel mai bun scenariu a fost eliminat, iar premiul Ray Bradbury a fost acordat în locul său.  Deși nu mai este un premiu Nebula, premiul va fi prezentat la ceremonia de decernare a Premiilor Nebula și va urma regulile și procedurile Nebula.
| An   | Creator(i)                                                                                                 | Lucrare                                         | Publisher(s)                                                                    |
| ---- | --- | ----------------------------------------------- | ------------------------------------------------------------------------------- |
| 2009 | Neill Blomkamp*                                                                                            | District 9                                      | TriStar Pictures                                                                |
| 2009 | J. J. Abrams (regizor), Roberto Orci și Alex Kurtzman (scenariști)                                         | Star Trek                                       | Paramount Pictures                                                              |
| 2009 | James Cameron                                                                                              | Avatar                                          | Twentieth Century Fox Film Corporation                                          |
| 2009 | Pete Docter (scenarist/regizor), Bob Peterson și Tom McCarthy (scenariști)                                 | Up                                              | Pixar Animation Studios și Walt Disney Pictures                                 |
| 2009 | Henry Selick (scenarist/regizor), Neil Gaiman (poveste originală)                                          | Coraline                                        | Focus Features                                                                  |
| 2010 | Christopher Nolan*                                                                                         | Inception                                       | Warner Brothers                                                                 |
| 2010 | Pierre Coffin, Chris Renaud (regizori), Cinco Paul, Ken Daurio și Sergio Pablos (scenariști)               | Despicable Me                                   | Universal Pictures                                                              |
| 2010 | Jonny Campbell (regizor) și Richard Curtis (scenarist)                                                     | Doctor Who: "Vincent and the Doctor"            | BBC                                                                             |
| 2010 | Dean DeBlois, Chris Sanders (scenariști/regizori) și William Davies (scenarist)                            | How To Train Your Dragon                        | Paramount Pictures                                                              |
| 2010 | Edgar Wright (scenarist/regizor) și Michael Bacall (scenarist)                                             | Scott Pilgrim vs. the World                     | Universal Pictures                                                              |
| 2010 | Lee Unkrich (scenarist/regizor), Michael Arndt, John Lasseter și Andrew Stanton (scenariști)               | Toy Story 3                                     | Pixar Animation Studios și Walt Disney Pictures                                 |
| 2011 | Richard Clark (regizor) și Neil Gaiman (scenarist)*                                                        | Doctor Who: "The Doctor's Wife"                 | BBC Wales                                                                       |
| 2011 | George Nolfi                                                                                               | The Adjustment Bureau                           | Universal Pictures                                                              |
| 2011 | Joe Cornish                                                                                                | Attack the Block                                | Optimum Releasing și Screen Gems                                                |
| 2011 | Joe Johnston (regizor), Christopher Markus și Stephen McFeely (scenariști)                                 | Captain America: The First Avenger              | Paramount Pictures                                                              |
| 2011 | Martin Scorsese (regizor) și John Logan (scenarist)                                                        | Hugo                                            | Paramount Pictures                                                              |
| 2011 | Woody Allen                                                                                                | Midnight in Paris                               | Sony Pictures                                                                   |
| 2011 | Duncan Jones (regizor) și Ben Ripley (scenarist)                                                           | Source Code                                     | Summit                                                                          |
| 2012 | Benh Zeitlin (scenarist/regizor) și Lucy Alibar (scenarist)*                                               | Beasts of the Southern Wild                     | Journeyman, Cinereach și Court 13                                               |
| 2012 | Joss Whedon (scenarist/regizor) și Zak Penn (scenarist)                                                    | The Avengers                                    | Marvel Studios                                                                  |
| 2012 | Drew Goddard (scenarist/regizor) și Joss Whedon (scenarist)                                                | The Cabin in the Woods                          | Mutant Enemy Productions                                                        |
| 2012 | Andrew Stanton (scenarist/regizor), Mark Andrews și Michael Chabon (scenariști)                            | John Carter                                     | Walt Disney Pictures                                                            |
| 2012 | Rian Johnson                                                                                               | Looper                                          | DMG Entertainment și Endgame Entertainment                                      |
| 2013 | Alfonso Cuarón (regizor/scenarist) și Jonás Cuarón, (scenarist)*                                           | Gravity                                         | Warner Brothers                                                                 |
| 2013 | Nick Hurran (regizor) și Steven Moffat (scenarist)                                                         | Doctor Who: "The Day of the Doctor              | BBC Wales                                                                       |
| 2013 | Sebastián Cordero (regizor) și Philip Gelatt (scenarist)                                                   | Europa Report                                   | Start Motion Pictures                                                           |
| 2013 | Spike Jonze                                                                                                | Her                                             | Warner Brothers                                                                 |
| 2013 | Francis Lawrence (regizor), Simon Beaufoy, și Michael deBruyn (scenariști)                                 | The Hunger Games: Catching Fire                 | Lionsgate                                                                       |
| 2013 | Guillermo del Toro (regizor/scenarist) și Travis Beacham (scenarist)                                       | Pacific Rim                                     | Warner Brothers                                                                 |
| 2014 | James Gunn (scenarist/regizor) și Nicole Perlman (scenarist) *                                             | Guardians of the Galaxy                         | Walt Disney Pictures                                                            |
| 2014 | Alejandro G. (scenarist/regizor) și Nicolás Giacobone, Alexander Dinelaris Jr., și Armando Bó (scenariști) | Birdman or (The Unexpected Virtue of Ignorance) | Fox Searchlight                                                                 |
| 2014 | Christopher Markus și Stephen McFeely                                                                      | Captain America: The Winter Soldier             | Walt Disney Pictures                                                            |
| 2014 | Christopher McQuarrie și Jez Butterworth și John-Henry Butterworth (scenariști)                            | Edge of Tomorrow                                | Warner Brothers                                                                 |
| 2014 | Jonathan Nolan (scenarist) și Christopher Nolan (scenarist/regizor)                                        | Interstellar                                    | Paramount Pictures                                                              |
| 2014 | Phil Lord și Christopher Miller                                                                            | The Lego Movie                                  | Warner Brothers                                                                 |
| 2015 | George Miller (scenarist/regizor), Brendan McCarthy, și Nico Lathouris (scenariști)*                       | Mad Max: Fury Road                              | Village Roadshow Pictures, Kennedy Miller Mitchell și RatPac-Dune Entertainment |
| 2015 | Alex Garland, Bradley Thompson, și David Weddle                                                            | Ex Machina                                      | Film4 și DNA Films                                                              |
| 2015 | Pete Docter, Ronnie del Carmen (scenariști/regizori), Meg LeFauve, și Josh Cooley (scenariști)             | Inside Out                                      | Walt Disney Pictures și Pixar Animation Studios                                 |
| 2015 | Scott Reynolds, Melissa Rosenberg, și Jamie King (scenariști)                                              | Jessica Jones: "AKA Smile"                      | Marvel Television, ABC Studios și Tall Girls Productions                        |
| 2015 | Ridley Scott (scenarist/regizor), Lawrence Kasdan, și Michael Arndt (scenariști)                           | The Martian                                     | Scott Free Productions, Kinberg Genre și TSG Entertainment                      |
| 2015 | J. J. Abrams, Bradley Thompson, și David Weddle                                                            | Star Wars: The Force Awakens                    | Lucasfilm și Bad Robot Productions                                              |
| 2016 | Eric Heisserer*                                                                                            | Arrival                                         | 21 Laps Entertainment/FilmNation Entertainment/Lava Bear Films/Xenolinguistics  |
| 2016 | Scott Derrickson și C. Robert Cargill                                                                      | Doctor Strange                                  | Marvel Studios și Walt Disney Pictures                                          |
| 2016 | Mark Haimes și Chris Butler                                                                                | Kubo and the Two Strings                        | LAIKA                                                                           |
| 2016 | Chris Weitz și Tony Gilroy                                                                                 | Rogue One: A Star Wars Story                    | Lucasfilm și Walt Disney Pictures                                               |
| 2016 | Lisa Joy și Jonathan Nolan (scenariști)                                                                    | Westworld: "The Bicameral Mind"                 | HBO                                                                             |
| 2016 | Jared Bush și Phil Johnston                                                                                | Zootopia                                        | Walt Disney Pictures                                                            |
| 2017 | Jordan Peele*                                                                                              | Get Out                                         | Universal Pictures                                                              |
| 2017 | Michael Schur                                                                                              | The Good Place: "Michael's Gambit"              | NBC                                                                             |
| 2017 | Scott Frank, James Gilroy și Michael Green                                                                 | Logan                                           | 20th Century Fox                                                                |
| 2017 | Guillermo del Toro și Vanessa Taylor                                                                       | The Shape of Water                              | Fox Searchlight Pictures                                                        |
| 2017 | Rian Johnson                                                                                               | Star Wars: The Last Jedi                        | Walt Disney Studios Motion Pictures                                             |
| 2017 | Allan Heinberg                                                                                             | Wonder Woman                                    | Warner Brothers Pictures                                                        |
| 2018 | Phil Lord și Rodney Rothman                                                                                | Spider-Man: Into the Spider-Verse               | Sony Pictures Animation                                                         |
| 2018 | Ryan Coogler și Joe Robert Cole                                                                            | Black Panther                                   | Marvel Studios                                                                  |
| 2018 | John Krasinski, Bryan Woods și Scott Beck                                                                  | A Quiet Place                                   | Platinum Dunes/Sunday Night                                                     |
| 2018 | Janelle Monáe și Chuck Lightning                                                                           | Dirty Computer                                  | Wondaland Arts Society/Bad Boy Records/Atlantic Records                         |
| 2018 | Boots Riley                                                                                                | Sorry to Bother You                             | Annapurna Pictures                                                              |
| 2018 | Megan Amram                                                                                                | The Good Place: "Jeremy Bearimy"                | NBC                                                                             |

## Alte utilizări
În 1971, James Warren , editorul revistei Warren Publishing, a început să acorde o serie de premii la New York Comic Con, inclusiv unul numit "Ray Bradbury Award for Best Story", acordat lui Tom Sutton pentru povestirea "Snowman" în Creepy numărul 31.  În anii următori, premiul pentru cea mai bună povestire de la Warren Publishing nu a mai fost denumit Premiul Ray Bradbury.   Acest premiu nu are nicio legătură cu premiul oferit de SFWA. 